# Atlas Offshore
Atlas Offshore ist die Bezeichnung eines Seekabelsystems für den Datenaustausch zwischen Frankreich und Marokko, welches durch das Mittelmeer verläuft. Es wurde im Juli 2007 in Betrieb genommen, nachdem die Anbindung in Marseille im April 2007 abgeschlossen worden war. Es besitzt eine geplante Einsatzdauer von 25 Jahren und soll somit bis mindestens 2032 in Betrieb sein.
Der französische Netzwerkausrüster Alcatel-Lucent war für den Bau des Systems verantwortlich. Die Baukosten beliefen sich auf rund 26 Millionen Euro. Mit einem Datendurchsatz von über 300 Gbit pro Sekunde stellt das System Kommunikationsdienste wie High-Speed-Internet und Fernsehübertragungen zur Verfügung. Damit soll Atlas Offshore andere Kabel im Mittelmeer (wie Sea-Me-We 3) entlasten. Betrieben wird das Kabelsystem vom marokkanischen Telekommunikationsunternehmen Maroc Telecom. Das Kabel besitzt eine Länge von knapp 1.600 Kilometern und Landungsstellen in:
1. Marseille,  Frankreich
2. Asilah,  Marokko